# Chakra 3
《Chakra 3》는 대한민국의 음악 그룹인 샤크라의 세 번째 정규 음반으로, 2002년 10월 11일에 발매되었다. 타이틀 곡은 〈돌아와〉, 더블 타이틀 곡은 〈다〉이다.

## 개요
- 《Chakra'Ca》에 이어 1년 7개월 만에 발매하는 음반이다. 이니가 탈퇴하고 보나가 영입된 이후의 첫 음반이다.[1]
- 타이틀 곡 〈돌아와〉는 서정적인 발라드 곡으로, 내레이션은 권상우가, 간주의 바이올린은 유진 박이, 반주는 24인조 오케스트라가 맡았다.[2]
- 더블 타이틀 곡 〈다〉는 인도풍의 춤이 특색 있는, 기존 샤크라의 음악 스타일을 유지한 곡이다.[1]
- 4번 트랙 〈If〉는 펑키 디스코, 5번 트랙 〈미녀 사총사〉는 테크노 곡이다.[3]
- 8번 트랙 〈그대를 사랑합니다〉는 타이틀 곡과 더불어 이 음반에 둘뿐인 발라드로[1], 피아노와 바이올린 연주가 강조되었다.[3]

## 평가
이즘의 이민희는 샤크라가 이 음반을 통하여 종전까지의 음반들에서 돋보였던 인도풍 음악 대신 새로운 스타일의 타이틀 곡을 선보임으로써 변화를 추구하고자 하였으나, 수록곡의 고르지 못한 완성도, 향상되지 못한 황보의 보컬, 발견되지 않는 보나의 역량 등으로 인하여 그 변화가 가시적이지 못하다고 지적하였다.
반면 평론가 김봉현은 멤버 한 명이 교체된 점, 발라드를 타이틀 곡으로 내세운 점, 수록곡의 약 절반을 샤크라가 직접 프로듀싱한 점 등에서 샤크라의 변화가 느껴진다고 평가하였다.

## 수록곡
| #            | 제목                       | 작사         | 작곡         | 편곡           | 재생 시간 |
| ------------ | -------------------------- | ------------ | ------------ | -------------- | --------- |
| 1.           | 〈돌아와〉                 | 이상민       | 김성태       | 김성태         | 3:55      |
| 2.           | 〈다〉                     | 이상민       | 류정수       | 류정수         | 3:36      |
| 3.           | 〈I'll Be Alright〉 (기회) | 홍지유       | 윤치웅       | 장준호         | 3:47      |
| 4.           | 〈If〉                     | 홍지유       | 김성현       | 김성현         | 3:42      |
| 5.           | 〈미녀 사총사〉            | 이상민       | 김성태       | 이상민, 김성태 | 3:40      |
| 6.           | 〈집착〉                   | 전승우       | 박충민       | 박충민, 임형순 | 3:32      |
| 7.           | 〈가라사대〉               | 임보경       | 김명직       | 김명직         | 3:38      |
| 8.           | 〈그대를 사랑합니다〉      | 이상민       | 김성태       | 김용상         | 3:53      |
| 9.           | 〈몽〉                     | 고재형       | 김성태       | 김성태         | 3:54      |
| 10.          | 〈Love Fool〉              | 홍지유       | 김성현       | 김성현         | 3:25      |
| 11.          | 〈역전〉 (Hury Up Now)     | 이상민       | Uru          | 류정수         | 3:44      |
| 12.          | 〈Wind〉                   | 신연아       | 정훈         | 정훈           | 3:23      |
| 총 재생 시간 | 총 재생 시간               | 총 재생 시간 | 총 재생 시간 | 총 재생 시간   | 44:09     |

## 차트
| 차트 (2002)                                     | 최고 순위 |
| ----------------------------------------------- | --------- |
| 대한민국 (한국음반산업협회 월간 가요음반판매량) | 14        |